# Valla å

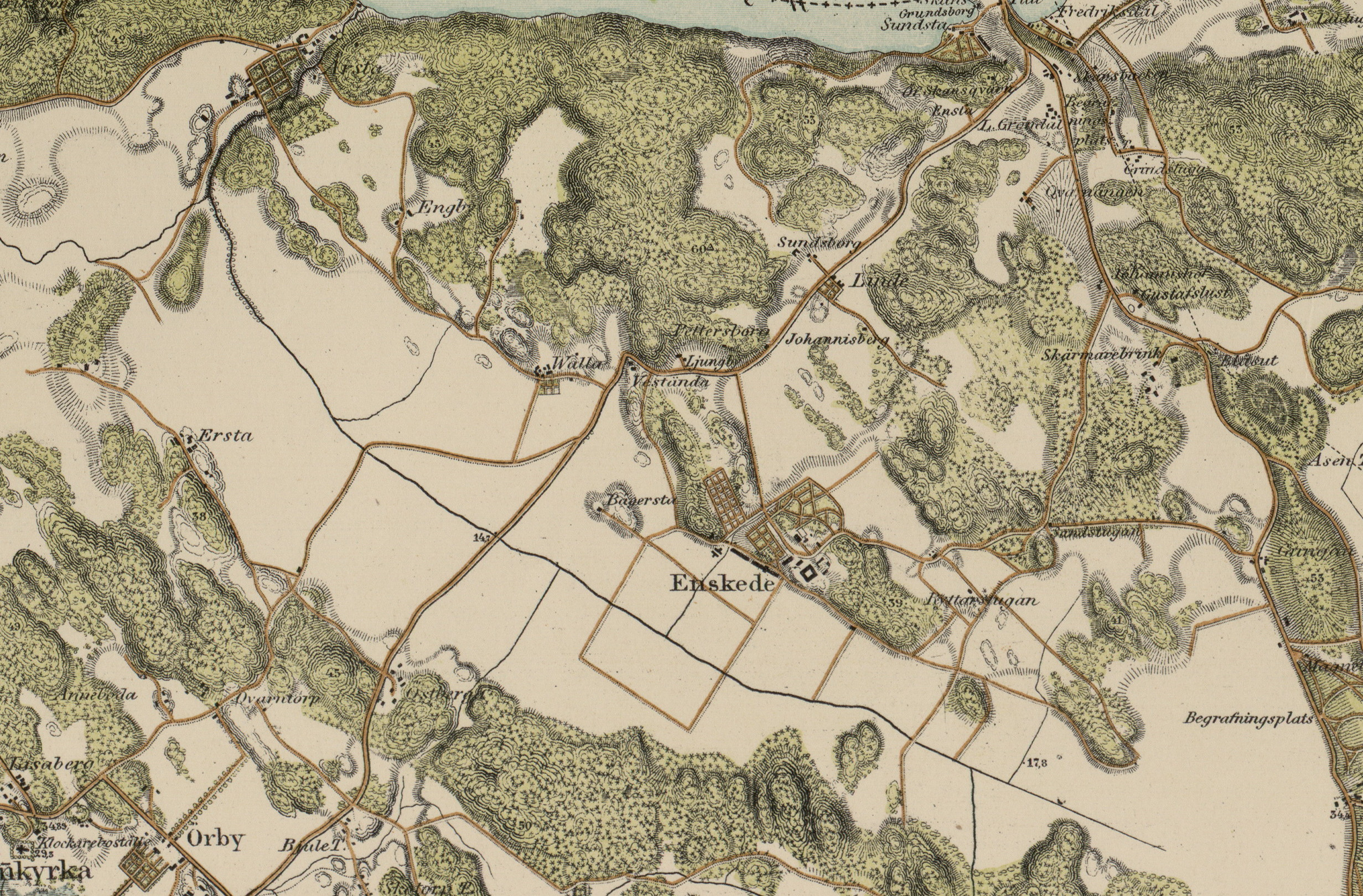
Valla ås sträckning på Topografiska corpsens karta, 1861.

Valla å är ett vattendrag i södra Stockholm som sträcker sig från Nynäsvägen i öster till Årsta gård i väster där det rinner ut i Årstaviken. Stora delar av ån är numera lagda i rör och bergtunnel. På Årstafältet är en del av ån restaurerad likaså vid Årsta gård där den kallas Årstaskogens bäckravin. 

## Bakgrund
Valla å uppkallades efter Valla gård som i sin tur har sitt namn efter det fornsvenska ordet ”valder” vilket betyder vall, fält, gräsbevuxen mark. Med ”fält” avsågs dagens Årstafältet (tidigare även kallat Valla gärde). Valla gårds ägor låg på norrsidan av detta fält och gränsade i söder till ån. Fältet var under stenålderns senare del en skyddad havsvik av Östersjön som började i dagens Årstaviken vid Årsta gård och sträckte sig sedan i sydostlig riktning inåt land ända bort ungefär till nuvarande Nynäsvägen. Havsvattennivån beräknas då ha varit cirka 25 meter högre än idag.
I närheten av den forna vikens stränder har flera fornfynd i form av stenyxor gjorts, vilket visar att området var bebott redan omkring 2000 år f.kr. När vattnet drog sig sakta tillbaka genom landhöjningen lämnades en fruktbar lerslätt omgiven av bergshöjder och moränbackar samt ett vattendrag i dess mitt. Under järnåldern och vikingatiden var vattendraget fortfarande segelbart. Så småningom etablerade sig flera gårdar vid denna bördiga dalgång, bland dem Bägersta gård, Enskede gård, Ersta gård, Östberga gård och Vallagård. Längst i nordväst vid åmynningen fanns Årsta gård. Valla ås utflöde vid Årstaviken, det medeltida Arus eller Aros, har gett upphov till ortnamnet Årsta. 1305 omnämns Arusboawik, ”de som bor i byn Aros”.

## Sträckningen

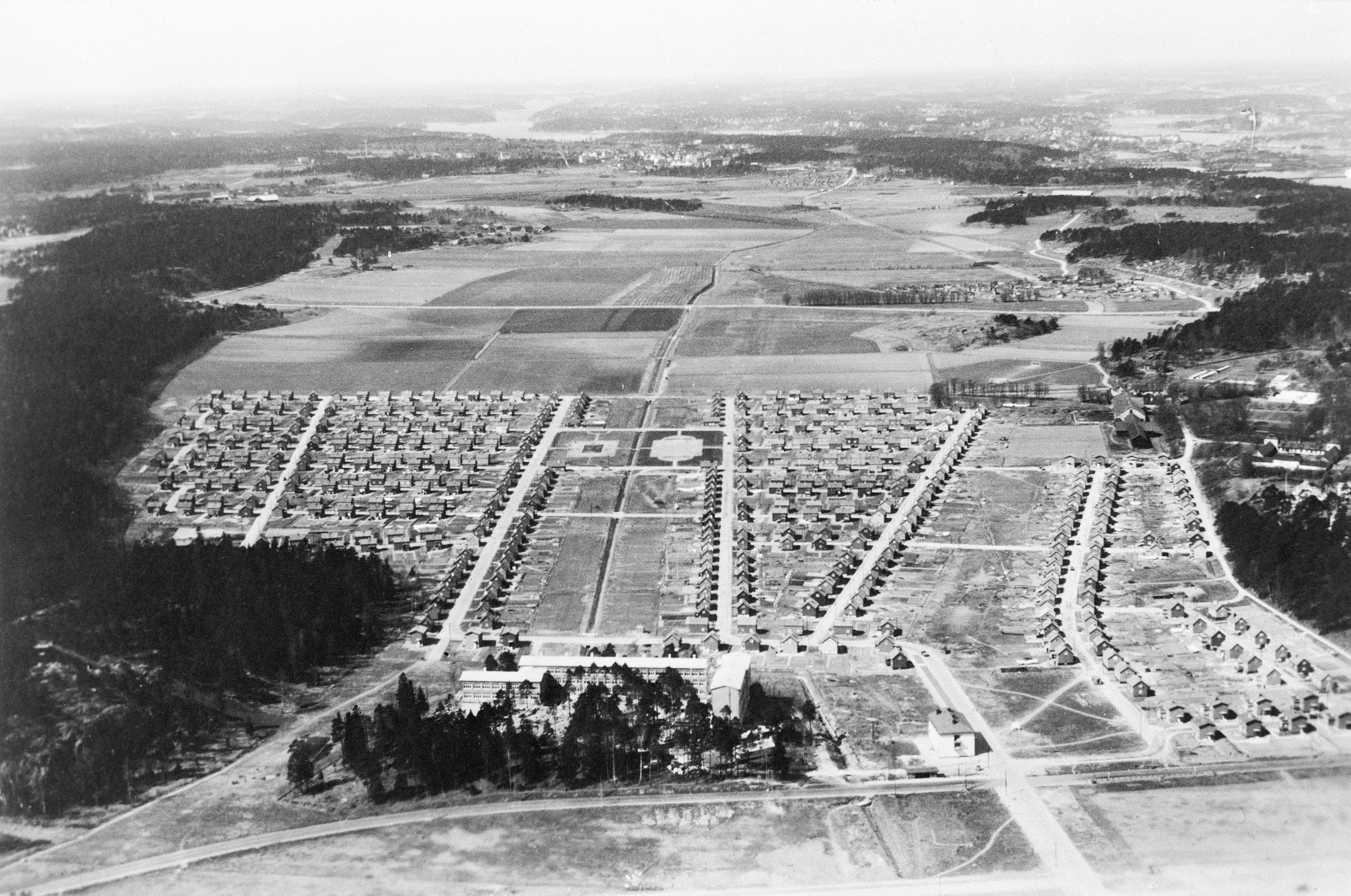
Valla å som öppet dike på Enskedefältet och Årstafältet, foto: Oscar Bladh 1932.

Valla å är numera en mindre rännil, ibland helt torrlagd sommartid. Den är utdikad, uträtad och huvudsakligen förlagd under jord. Ån tar sin början strax väster om Sandsborgskyrkogården / Skogskyrkogården ungefär i korsningen Sockenvägen / Nynäsvägen. Först ligger den i kulvert under Gamla Enskede. På 1920-talet gick Valla å fortfarande hela sin sträckning i öppet dike, bland annat i dagens Murkelvägen mellan småstugornas tomter vid Sockenvägens södra sida och i den nyanlagda Vårflodsparken på Enskedefältet. Först på 1930- och 1940-talen lades Valla å i kulvert längs Sockenvägens småhusbebyggelse och under Vårflodsparkens alléliknande mittstråk.
Väster om Enskedefältet rinner Valla å i rör under industriområdet Årsta Park och därefter under Huddingevägen. På Årstafältet är ån en bäck som rinner mitt i och längs med fältet. Ungefär på mitten korsas den av Göta landsväg. Här utgjorde ån ursprungligen ett större hinder för Stockholms viktiga färdväg söderut. Under medeltiden hade ån större vattenflöde och områdena längs med den var sankmark. Man kostade på en stenvalvsbro. Den rekonstruerades  när landsvägen restaurerades på 1990-talet med en liknande bro i Eriksbergs industriområde som förebild. På Årstafältets västra del mynnar Valla å i Valladammen, en större dagvattendamm som anlagts av Stockholm Vatten. Dammen har som funktion att magasinera och rena det dagvatten som rinner in österifrån. 
Därefter går Valla å i bergtunnel under Årstas västra delar och matar en våtmarksdamm i Storängsparken. Sista delen restaurerades 2007 och sträcker sig i en öppen ravin, kallad Årstaskogens bäckravin, sydost om Årsta gård. Där drev åns vattenkraft Årsta gårds kvarn, känd sedan 1436 och rivet på 1930-talet.

### Bilder

Valla å från Gamla Enskede till Årstaviken
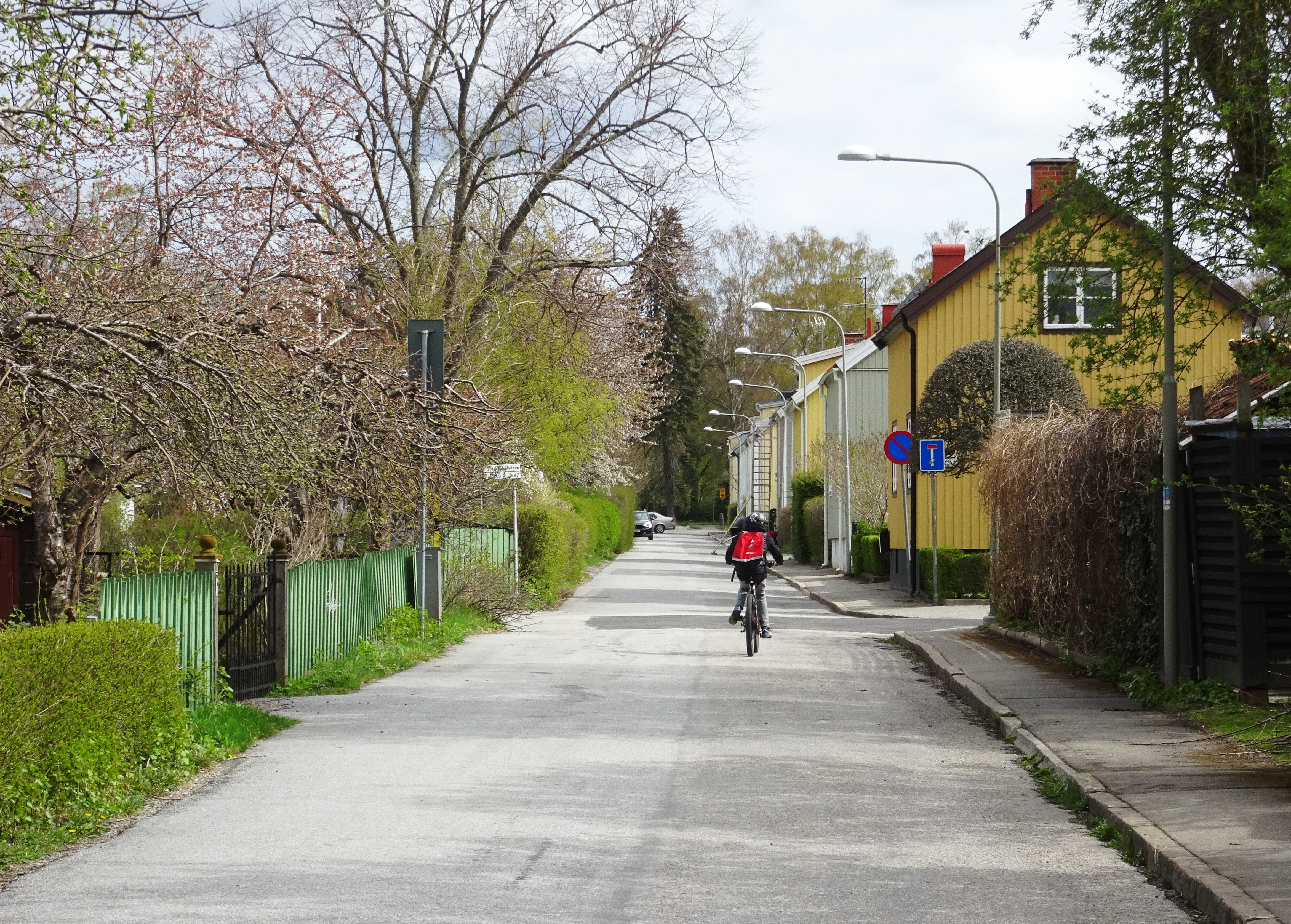
Under Murkelvägen i Gamla Enskede.
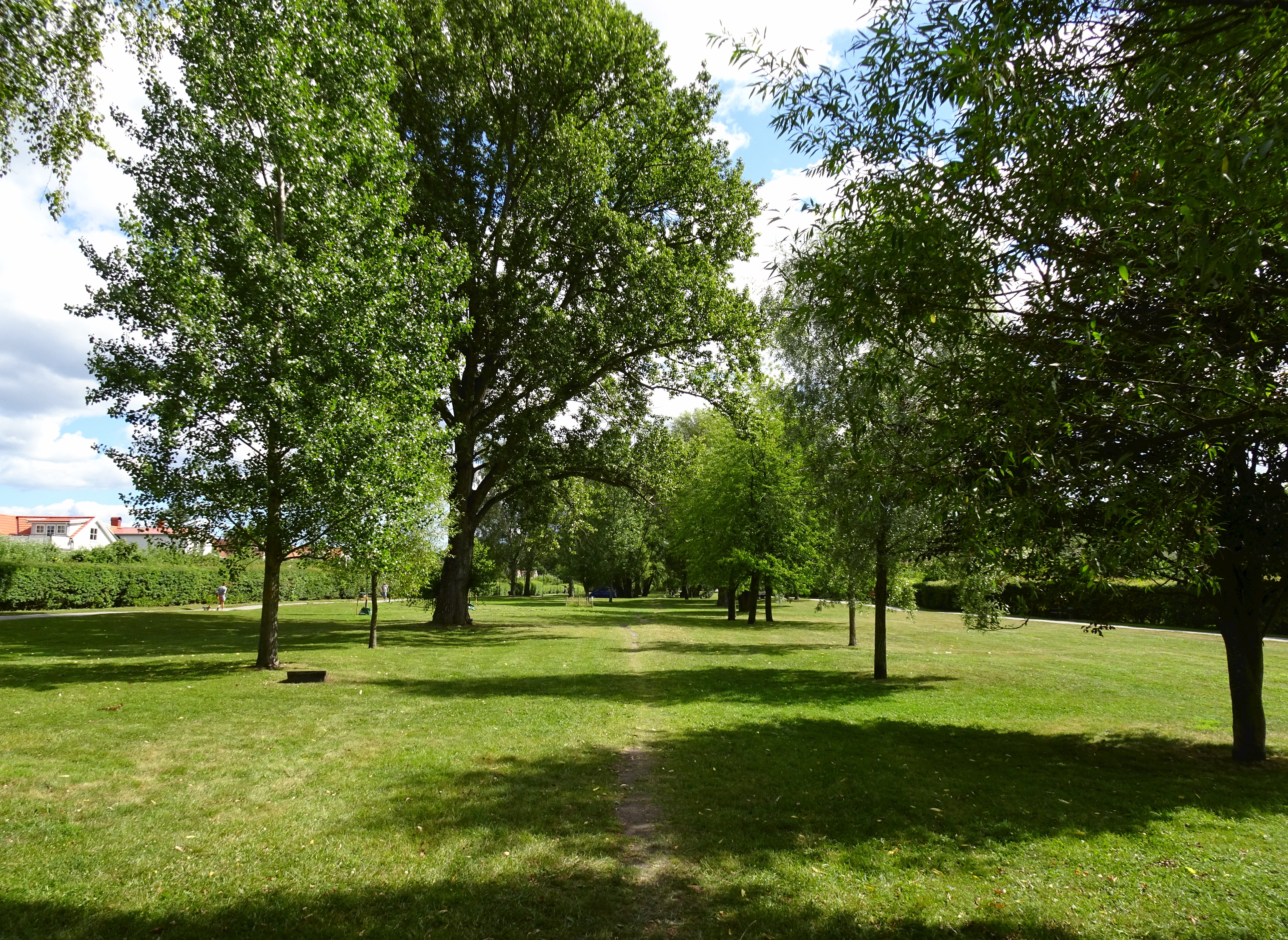
Under Vårflodsparken.
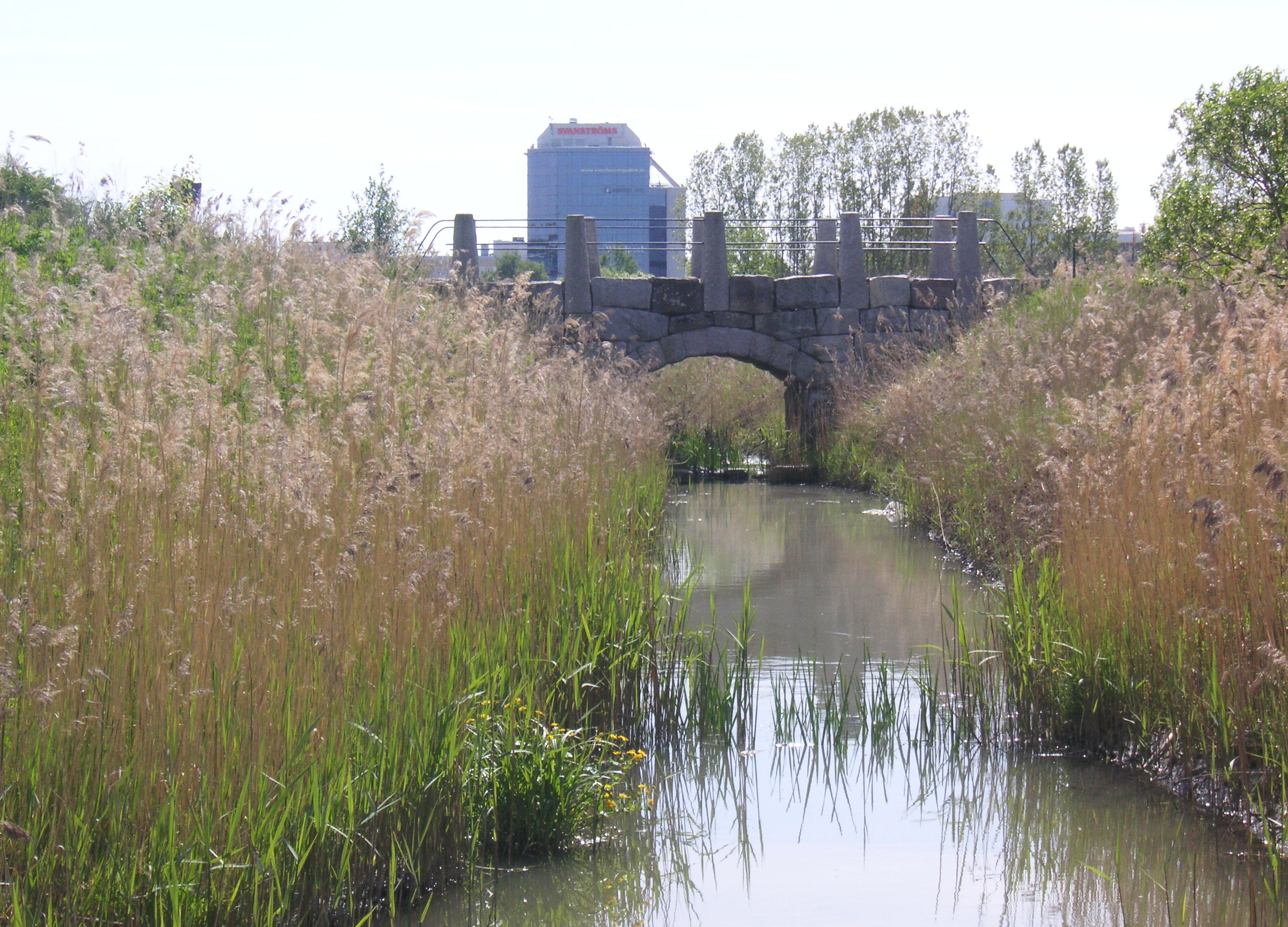
På Årstafältet.
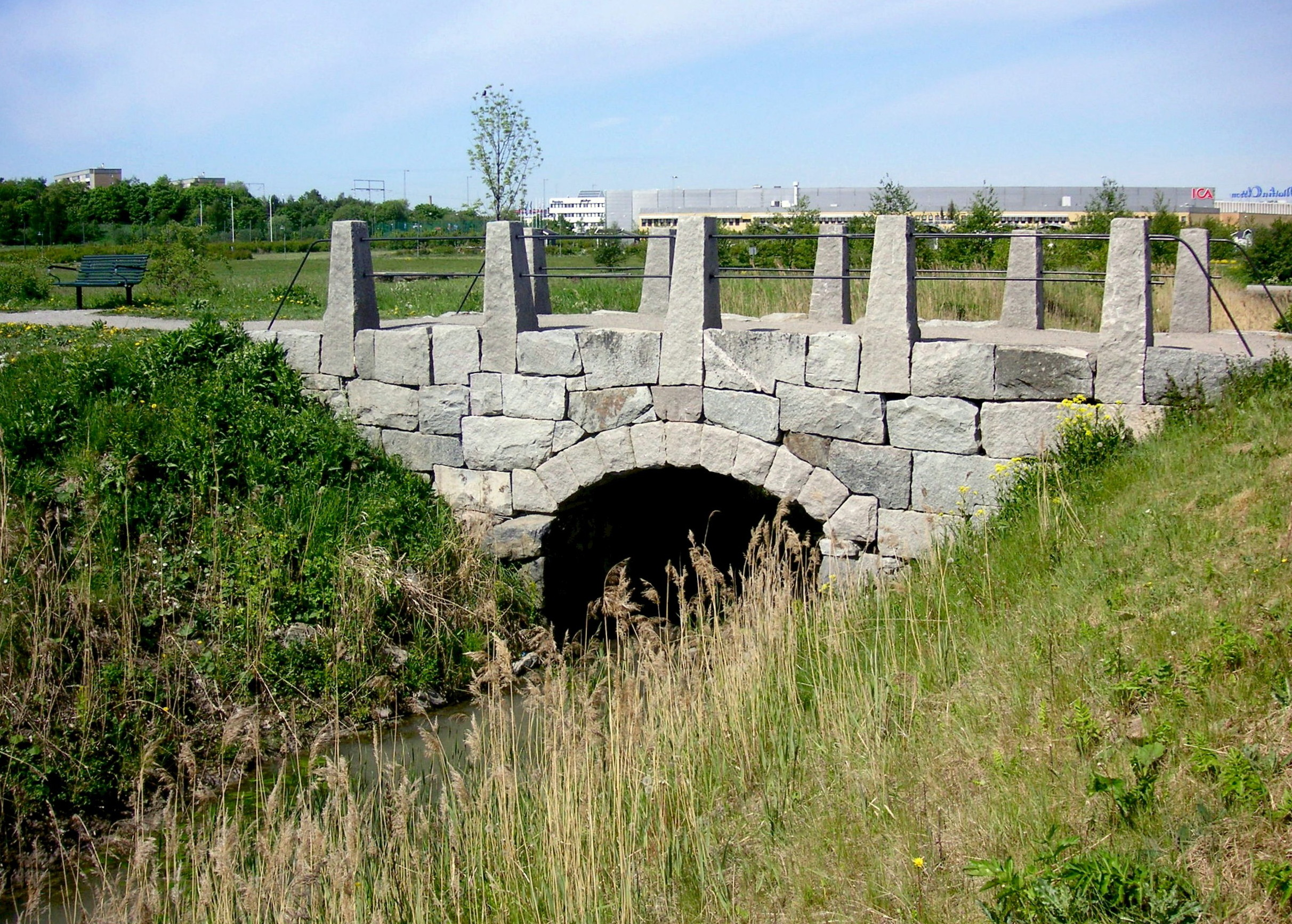
Under Göta landsväg.
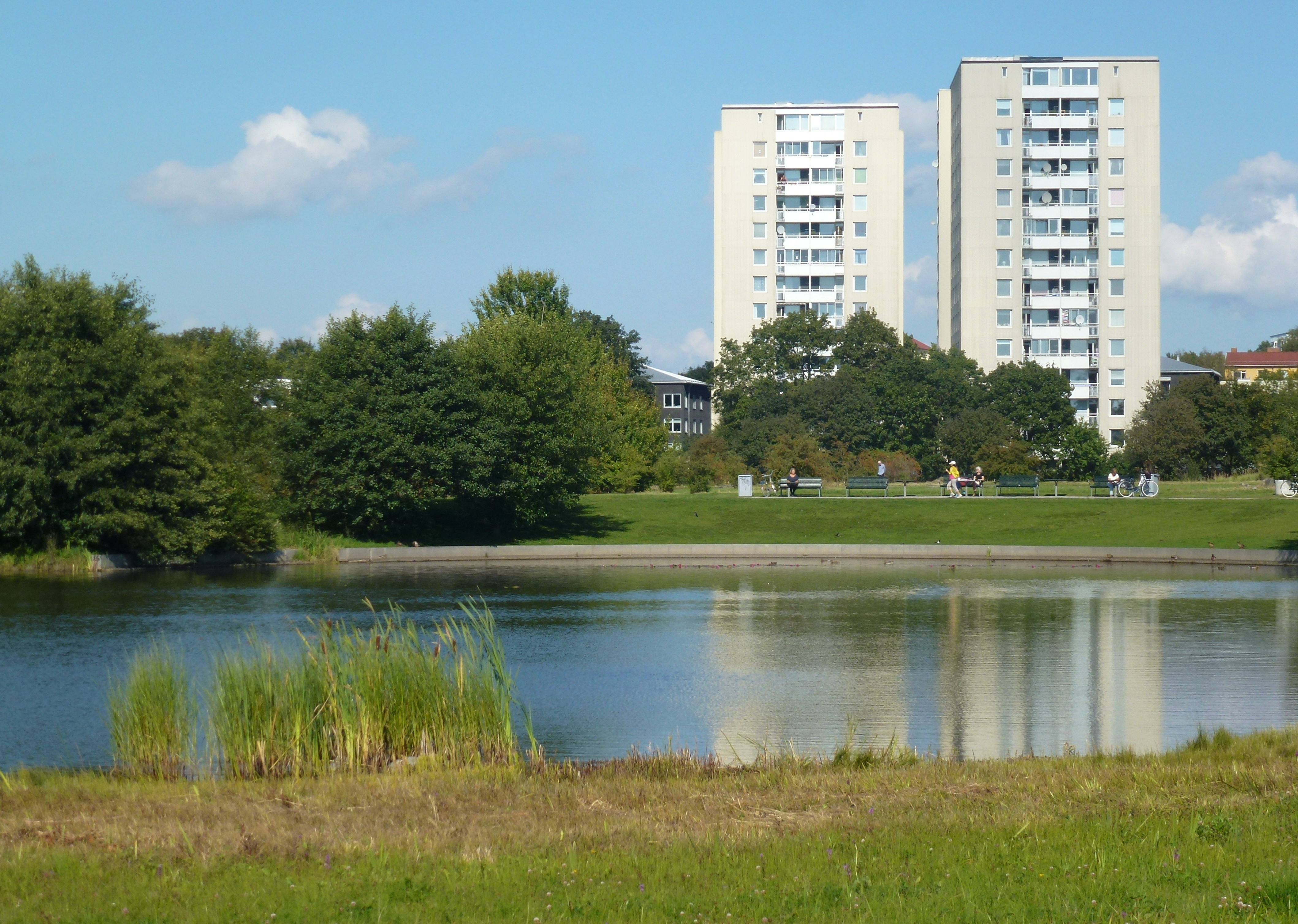
Via Valladammen på Årstafältet.

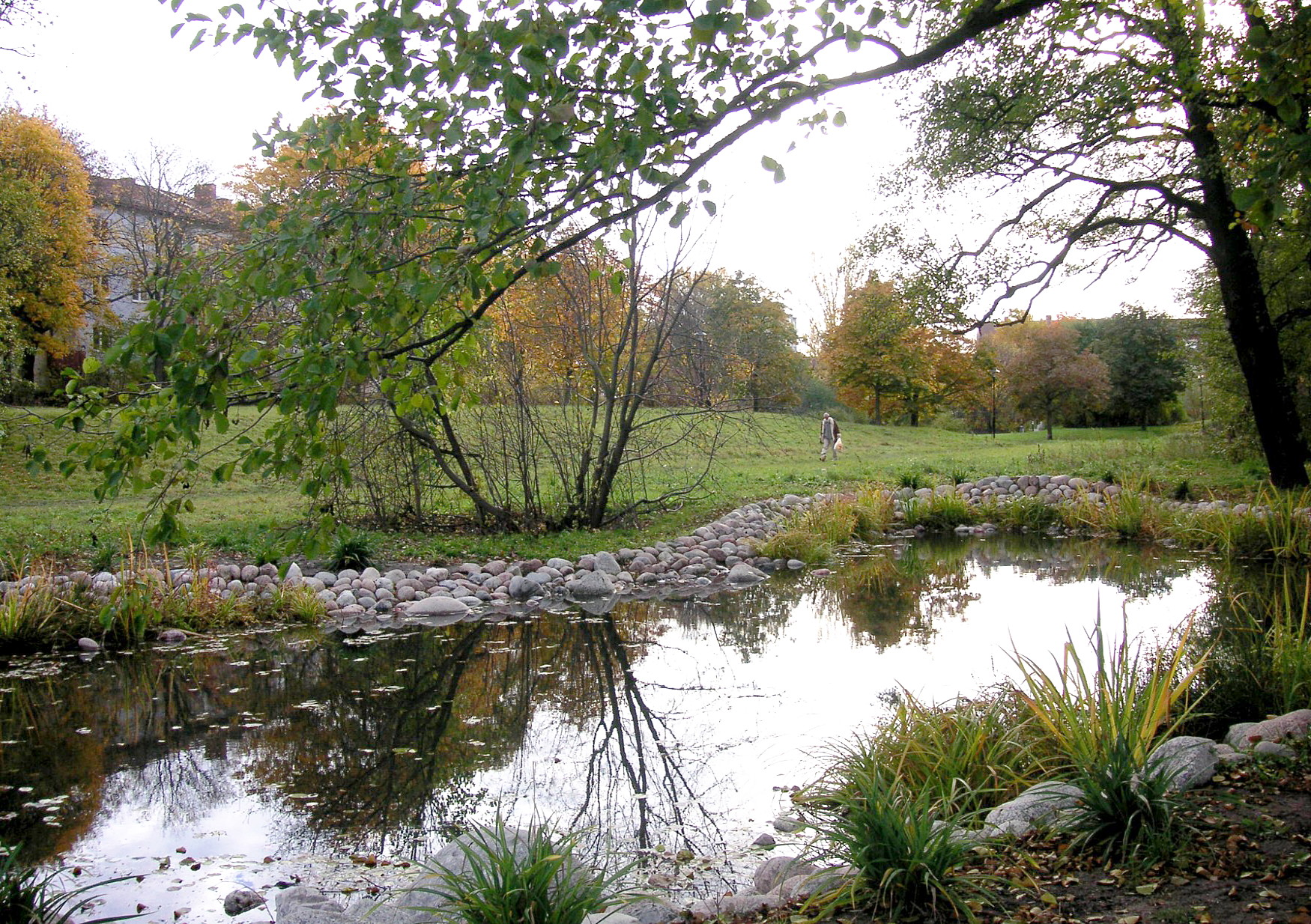
Via Storängsparkens damm.
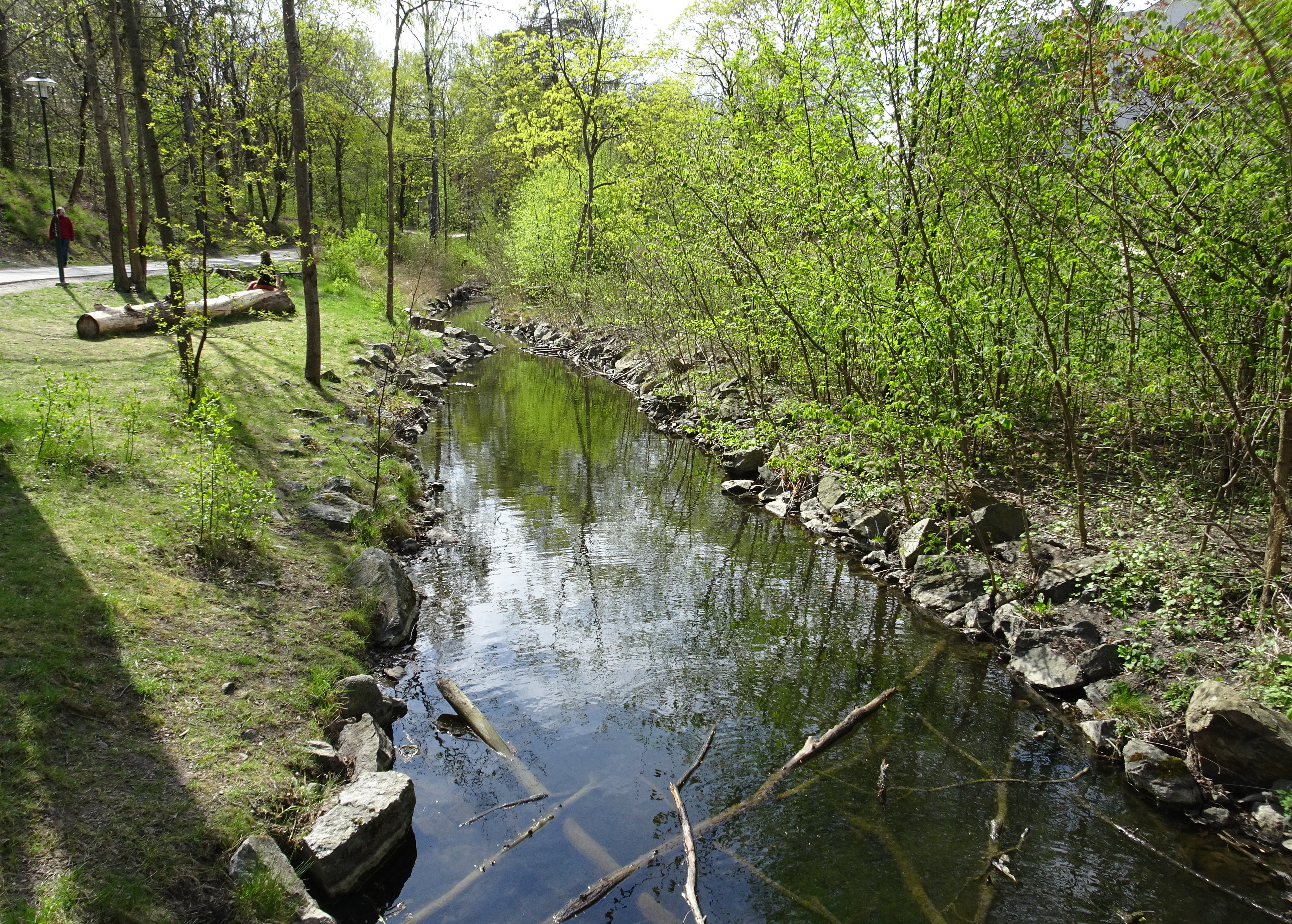
Förbi Årsta gård.
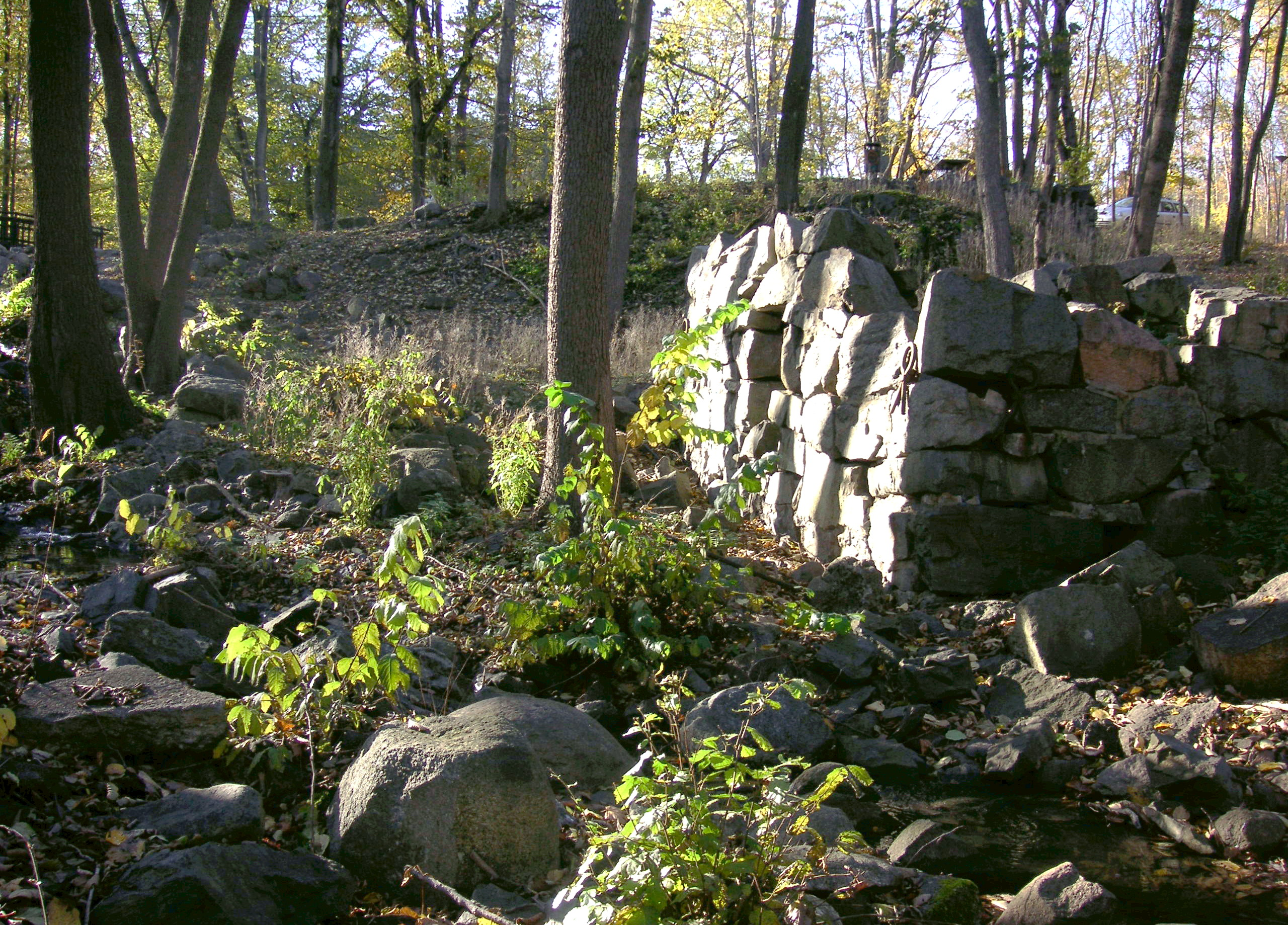
Vid Årsta gårds kvarn.
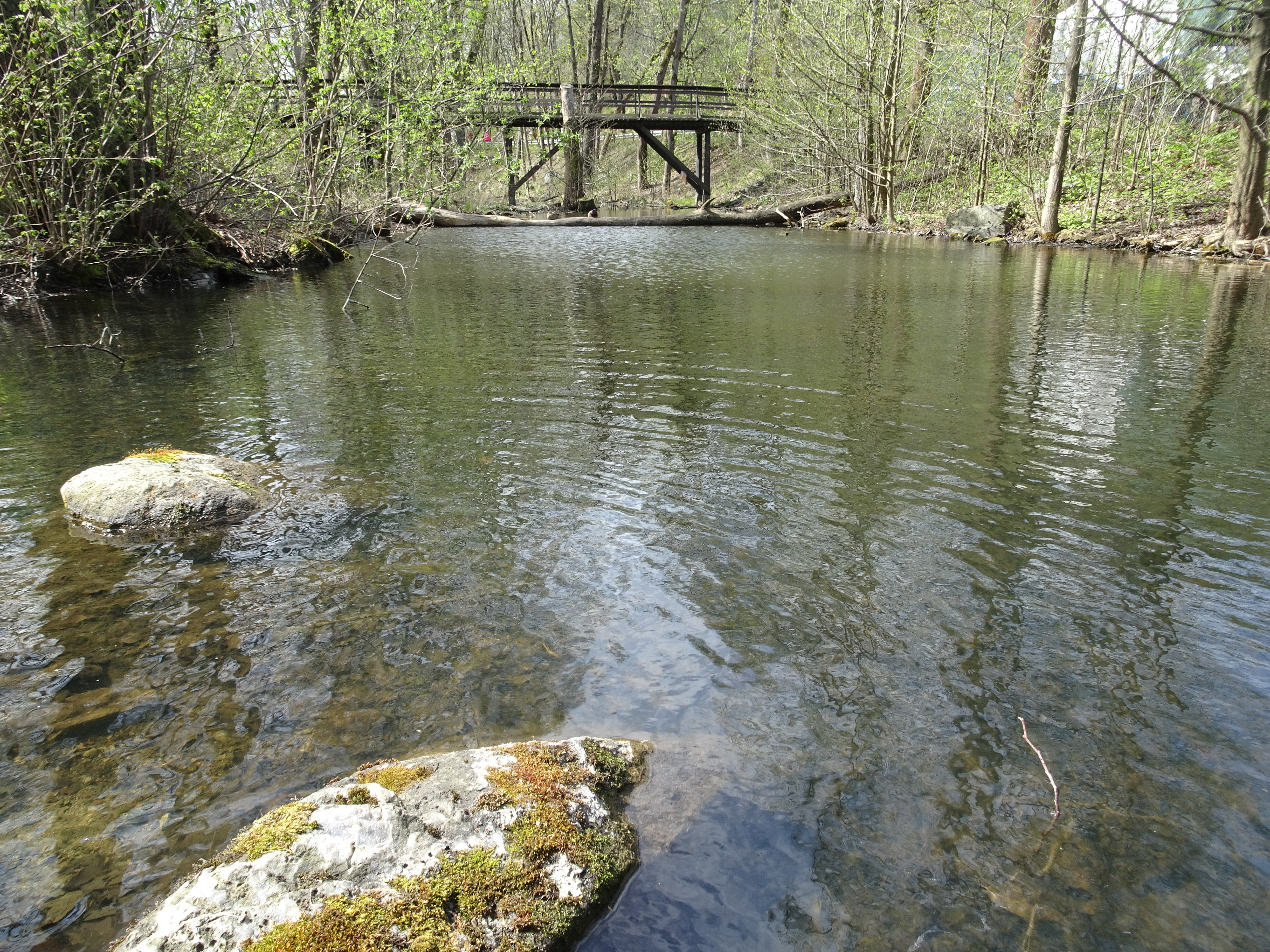
Som Årstaskogens bäckravin.
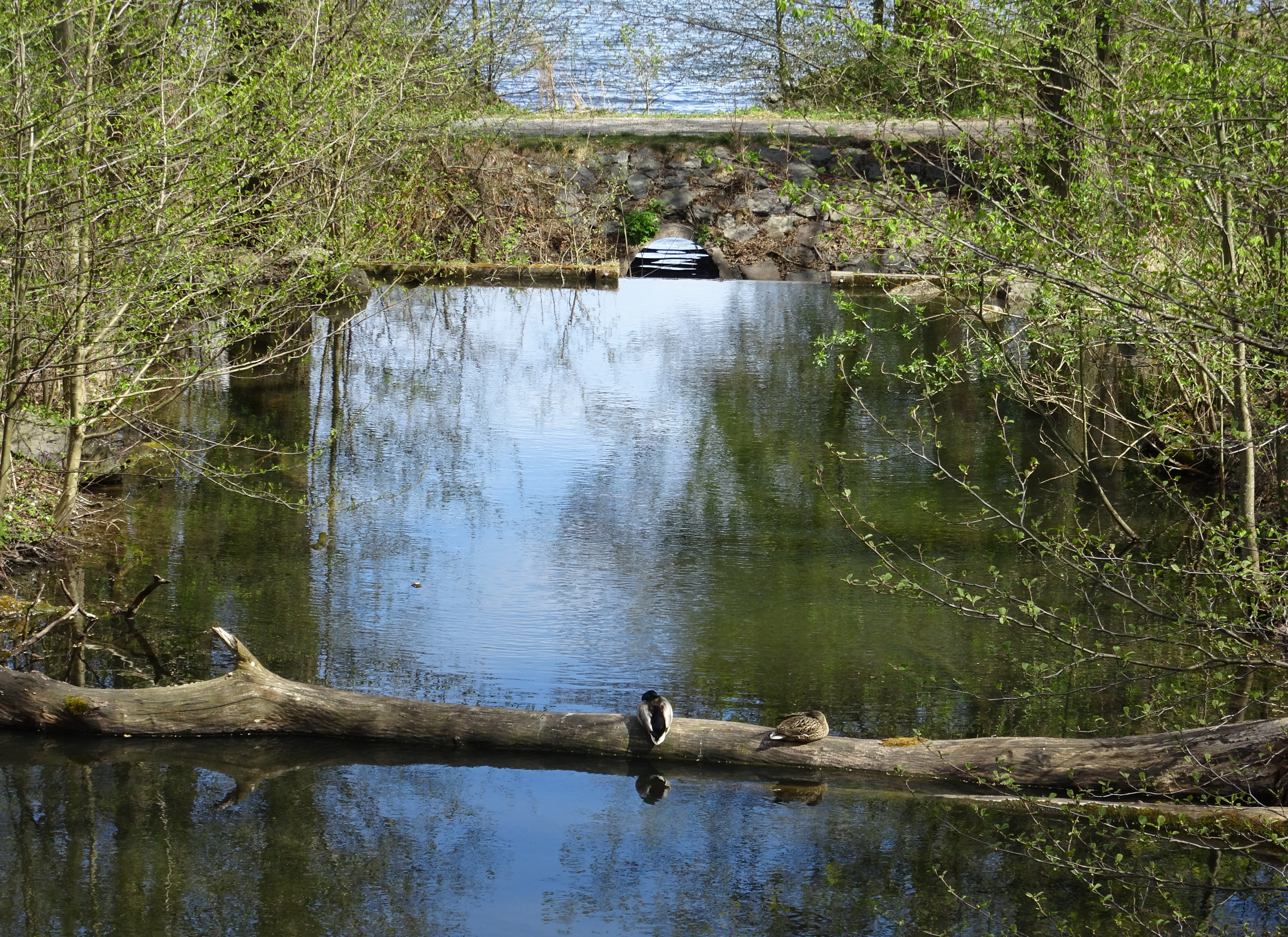
Utloppet till Årstaviken.